# Football League (Gibilterra)
La Football League, nota dal 2019 al 2022 come National League, è la principale e unica competizione calcistica di Gibilterra organizzata dalla Federazione calcistica di Gibilterra dal 2019, quando ha sostituito la storica Premier Division.
La squadra più titolata è il Lincoln Red Imps con 29 titoli totali.

## Storia
Le voci sulla creazione di una nuova lega nazionale, sono iniziate attorno al 2018, quando la GFA ha annunciato i propri piani per la creazione di un unico campionato nazionale. Il 1º agosto 2019, viene annunciato ufficialmente la creazione della lega con 16 partecipanti previsti, poi diminuiti a 12.
La prima edizione, iniziata il 12 agosto, è stata annullata per la pandemia di COVID-19.
Nel luglio 2022, il campionato è stato rinominato in Gibraltar Football League, con un nuovo logo e una nuova identità.

## Formula
Il torneo è diviso in due fasi: nella prima, le 12 squadre di Gibilterra si affrontano in un girone unico in partite di sola andata al termine del quale si passa alla seconda fase. Le prime sei classificate comporranno il Championship Group, mentre le altre comporranno il Challenge Group. In questa seconda fase, le squadre si affrontano in partite di andata e ritorno. Inoltre, conservano i punti totalizzati nella prima fase. La squadra vincitrice del Championship Group viene proclamata campione di Gibilterra. La squadra vincitrice del Challenge Group vince il GFA Challenge Trophy e accederà direttamente al secondo turno della Rock Cup dell'anno successivo.

## Le squadre
Sono 13 le squadre ad aver preso parte ai 7 campionati di National League che sono stati disputati dal 2019-2020 al 2025-2026 (della quale si riportano in grassetto le squadre militanti):
- 7 volte:  College 1975,  Europa FC,  Europa Point,  FCB Magpies,  Glacis United,  Lincoln Red Imps,  Lions Gibraltar,  Lynx,  Manchester 62,  Mons Calpe,  St Joseph's

- 1 volta:  Boca Gibraltar,  Hound Dogs

## Albo d'oro

### Premier Division
- 1895-96  Gibraltar (1°)
- 1896-97  Jubilee (1°)
- 1897-98  Jubilee (2°)
- 1898-99  Albion (1°)
- 1899-00  Exiles (1°)
- 1900-01  Prince of Wales (1°)
- 1901-02  Exiles (2°)
- 1902-03  Prince of Wales (2°)
- 1903-04  Prince of Wales (3°)
- 1904-05  Athletic (1°)
- 1905-06  Prince of Wales (4°)
- 1906-07 (non disputata)
- 1907-08  Britannia XI (1°)
- 1908-09  Prince of Wales (5°)
- 1909-10  South United (1°)
- 1910-11  South United (2°)
- 1911-12  Britannia XI (2°)
- 1912-13  Britannia XI (3°)
- 1913-14  Prince of Wales (6°)
- 1914-15  Royal Sovereign (1°)
- 1915-16 (non disputata)
- 1916-17  Prince of Wales (7°)
- 1917-18  Britannia XI (4°)
- 1918-19  Prince of Wales (8°)
- 1919-20  Britannia XI (5°)
- 1920-21  Prince of Wales (9°)
- 1921-22  Prince of Wales (10°)
- 1922-23  Prince of Wales (11°)
- 1923-24  Gibraltar (2°)
- 1924-25  Prince of Wales (12°)
- 1925-26  Prince of Wales (13°)
- 1926-27  Prince of Wales (14°)
- 1927-28  Prince of Wales (15°)
- 1928-29  Europa FC (1°)
- 1929-30  Europa FC (2°)
- 1930-31  Prince of Wales (16°)
- 1931-32  Europa FC (3°)
- 1932-33  Europa FC (4°)
- 1933-34  Commander of the Yard (1°)
- 1934-35  Chief Construction (1°)
- 1935-36  Chief Construction (2°)
- 1936-37  Britannia XI (6°)
- 1937-38  Europa FC (5°)
- 1938-39  Prince of Wales (17°)
- 1939-40  Prince of Wales (18°)
- 1940-41  Britannia XI (7°)
- 1942-1945 non disputato
- 1946-47  Gibraltar Utd (1°)
- 1947-48  Gibraltar Utd (2°)
- 1948-49  Gibraltar Utd (3°)
- 1949-50  Gibraltar Utd (4°)
- 1950-51  Gibraltar Utd (5°)
- 1951-52  Europa FC (6°)
- 1952-53  Prince of Wales (19°)
- 1953-54  Gibraltar Utd (6°)
- 1954-55  Britannia XI (8°)
- 1955-56  Britannia XI (9°)
- 1956-57  Britannia XI (10°)
- 1957-58  Britannia XI (11°)
- 1958-59  Britannia XI (12°)
- 1959-60  Gibraltar Utd (7°)
- 1960-61  Britannia XI (13°)
- 1961-62  Gibraltar Utd (8°)
- 1962-63  Britannia XI (14°)
- 1963-64  Gibraltar Utd (9°)
- 1964-65  Gibraltar Utd (10°)
- 1965-66  Glacis United (1°)
- 1966-67  Glacis United (2°)
- 1967-68  Glacis United (3°)
- 1968-69  Glacis United (4°)
- 1969-70  Glacis United (5°)
- 1970-71  Glacis United (6°)
- 1971-72  Glacis United (7°)
- 1972-73  Glacis United (8°)
- 1973-74  Glacis United (9°)
- 1974-75  Manchester 62 (1°)
- 1975-76  Glacis United (10°)
- 1976-77  Manchester 62 (2°)
- 1977-78 non disputato
- 1978-79  Manchester 62 (3°)
- 1979-80  Manchester 62 (4°)
- 1980-81  Glacis United (11°)
- 1981-82  Glacis United (12°)
- 1982-83  Glacis United (13°)
- 1983-84  Manchester 62 (5°)
- 1984-85  Glacis United (14°)/ Lincoln FC (1°)[5]
- 1985-86  Lincoln FC (2°)
- 1986-87  St Theresas (1°)
- 1987-88  St Theresas (2°)
- 1988-89  Glacis United (15°)
- 1989-90  Lincoln FC (3°)
- 1990-91  Lincoln FC (4°)
- 1991-92  Lincoln FC (5°)
- 1992-93  Lincoln FC (6°)
- 1993-94  Lincoln FC (7°)
- 1994-95  Manchester 62 (6°)
- 1995-96  St Joseph's (1°)
- 1996-97  Glacis United (16°)
- 1997-98  St Theresas (3°)
- 1998-99  Manchester 62 (7°)
- 1999-00  Glacis United (17°)
- 2000-01  Lincoln ABG (8°)
- 2001-02  Gibraltar Utd (11°)
- 2002-03  Lincoln ABG (9°)
- 2003-04  Newcastle (10°)
- 2004-05  Newcastle (11°)
- 2005-06  Newcastle (12°)
- 2006-07  Newcastle (13°)
- 2007-08  Lincoln FC (14°)
- 2008-09  Lincoln FC (15°)
- 2009-10  Lincoln FC (16°)
- 2010-11  Lincoln FC (17°)
- 2011-12  Lincoln FC (18°)
- 2012-13  Lincoln FC (19°)
- 2013-14  Lincoln FC (20°)
- 2014-15  Lincoln Red Imps (21°)
- 2015-16  Lincoln Red Imps (22°)
- 2016-17  Europa FC (7°)
- 2017-18  Lincoln Red Imps (23°)
- 2018-19  Lincoln Red Imps (24°)

### National League/Football League
- 2019-2020: non assegnato[6]
- 2020-2021:  Lincoln Red Imps (25°)
- 2021-2022:  Lincoln Red Imps (26°)
- 2022-2023:  Lincoln Red Imps (27º)
- 2023-2024:  Lincoln Red Imps (28º)
- 2024-2025:  Lincoln Red Imps (29º)

## Vittorie per squadra
| Club                  | Vittorie | Stagioni |
| --------------------- | -------- | --- |
| Lincoln Red Imps      | 29       | 1985, 1986, 1990, 1991, 1992, 1993, 1994, 2001, 2003, 2004, 2005, 2006, 2007, 2008, 2009, 2010, 2011, 2012, 2013, 2014, 2015, 2016, 2018, 2019, 2021, 2022, 2023, 2024, 2025 |
| Prince of Wales       | 19       | 1901, 1903, 1904, 1906, 1909, 1914, 1917, 1919, 1921, 1922, 1923, 1925, 1926, 1927, 1928, 1931, 1939, 1940, 1953                                                             |
| Glacis United         | 17       | 1966, 1967, 1968, 1969, 1970, 1971, 1972, 1973, 1974, 1976, 1981, 1982, 1983, 1985, 1989, 1997, 2000                                                                         |
| Britannia XI          | 14       | 1908, 1912, 1913, 1918, 1920, 1937, 1941, 1955, 1956, 1957, 1958, 1959, 1961, 1963                                                                                           |
| Gibraltar Utd         | 11       | 1947, 1948, 1949, 1950, 1951, 1954, 1960, 1962, 1964, 1965, 2002 |
| Manchester 62         | 7        | 1975, 1977, 1979, 1980, 1984, 1995, 1999 |
| Europa FC             | 7        | 1929, 1930, 1932, 1933, 1938, 1952, 2017 |
| St Theresas           | 3        | 1987, 1988, 1998 |
| Gibraltar             | 2        | 1896, 1924 |
| Jubilee               | 2        | 1897, 1898 |
| Exiles                | 2        | 1900, 1902 |
| South United          | 2        | 1910, 1911 |
| Chief Construction    | 2        | 1935, 1936 |
| Albion                | 1        | 1899 |
| Athletic              | 1        | 1905 |
| Royal Sovereign       | 1        | 1915 |
| Commander of the Yard | 1        | 1934 |
| St Joseph's           | 1        | 1996 |

## Record

### Individuali

#### Cannonieri
Primi dieci giocatori con il maggior numero di reti segnate nella massima serie gibilterriana, aggiornati al termine della stagione 2022-2023.
1. Kike Gómez (90)
2. Liam Walker (84)
3. Juanfri (70)
4. Pibe Pereira (69)
5. Boro (65)
6. Joseph Chipolina (62)
7. Lee Casciaro (61)
8. George Cabrera (51)
9. John-Paul Duarte (45)
10. Kyle Casciaro (39)

### Annotazioni
1. ↑  Dal 2009 la massima divisione del campionato gibilterriana è rappresentata dalla Football League.
2. ↑  4 se si considerano solo le edizioni della Football League.

### Fonti
1. ↑  (EN) Senior League Rules (PDF), su gibraltarfa.com, 14 aprile 2019. URL consultato il 28 giugno 2020 (archiviato dall'url originale il 14 aprile 2019).
2. ↑  (EN) Key changes to the domestic league revealed to clubs, su chronicle.gi, 1º agosto 2019. URL consultato il 28 giugno 2020.
3. ↑   "FC Olympique expelled from all GFA competitions", su gibraltarfa.com, 4 ottobre 2019. URL consultato il 28 giugno 2020.
4. ↑  (EN) Introducing a new identity for the Gibraltar Football League, su gibraltarfa.com, 12 luglio 2022. URL consultato il 16 luglio 2022.
5. ↑  Titolo condiviso.
6. ↑  (EN) "Gibraltar National League Season Declared Null and Void", su gibraltarfa.com, 7 maggio 2020. URL consultato il 28 giugno 2020.
7. ↑   Classifica Marcatori eterna, su transfermarkt.it. URL consultato il 12 giugno 2023.